# Mugam
Mugam también conocido como Mugham azerbaiyano (azerbaiyano: Muğam; مقام) es uno de los muchos tipos de música folclórica de Azerbaiyán y comparte algunas características artísticas con el maqam iraquí, el radif persa y el makam turco.
En 1977 una grabación de este estilo fue lanzada al espacio en el disco de oro de las Voyager.
En 2003, la Unesco reconoció al mugam como Patrimonio cultural inmaterial de la humanidad.

## Descripción
La palabra mugham, teoriticamente, se refiere a traste. Mugham se interpreta como plenamente (destgah), sino también por unos partes  por cantante-khanende con  acompañamiento instrumental o en forma de las obras musicales instrumentales solas (en tar, kemanchah, etc)
Actualmente, en la música azerbaiyana mugham e no sólo 7 tipos principales - Seygah, Chargah, Rast, Bayati-Shiraz, Shur, Khumayun, Shushter, sino también sus variaciones - Bayati-Kadjar, Bayati-Isfaghan, Kharic-Seygah, Orta Seyga, Mirza Husein Seygah, Yetim Seygah, Seygah-Zabul, Makhur, Muxalif, Dyugah, etc.

### Tipos de mugham
Tipos de mugham se difieren, pero cada de los que tiene su nombre. Las formas musicales principales de mugham son destgah (instrumental o vocal-instrumental), mugham (vocal-instrumental, solo-insturmental, solo-vocal) y zerbi-mugham.

#### Destgah
Destgah - es el más grande forma en su alcance. Detgah vocal-instrumental se distribuyó en Azerbaiyán en el siglo XIX, particularmente en Bakú, Ganya, Shamakha, Sheki, Lenkaran, etc. Su primera descripción científica se surgió en 1884 en tratado de un académico azerbaiyano Mis Mokhsun Navvab Karabagi  “Visual argam”. El grupo de los musicantes más fiables del período, que consta de Seid Shushinskiy, Zulfi Adigozalov, Akhmedkhan Bakikhanov, Mirza Farac Rzaev, Mirza Mansur Mansurov, etc por el orden de Uzeyir Hacibeyov crearon materiales didácticos para estudiar destgah.

#### Zerbi-mugham
Una de las características destacables de zerbi-mugham es el acompañamiento por los tres musicantes. Entre los tipos de zerbi-mugham figuran “Karabakh shikestesi”, “Arazbari”, “Kesme shikeste”, “Ovshari”, “Mansuria”, “Eyrati”, “Keremi”, “Simai-shams”. Entre ellos más famoso es Karabakh shikestesi.

## Historia

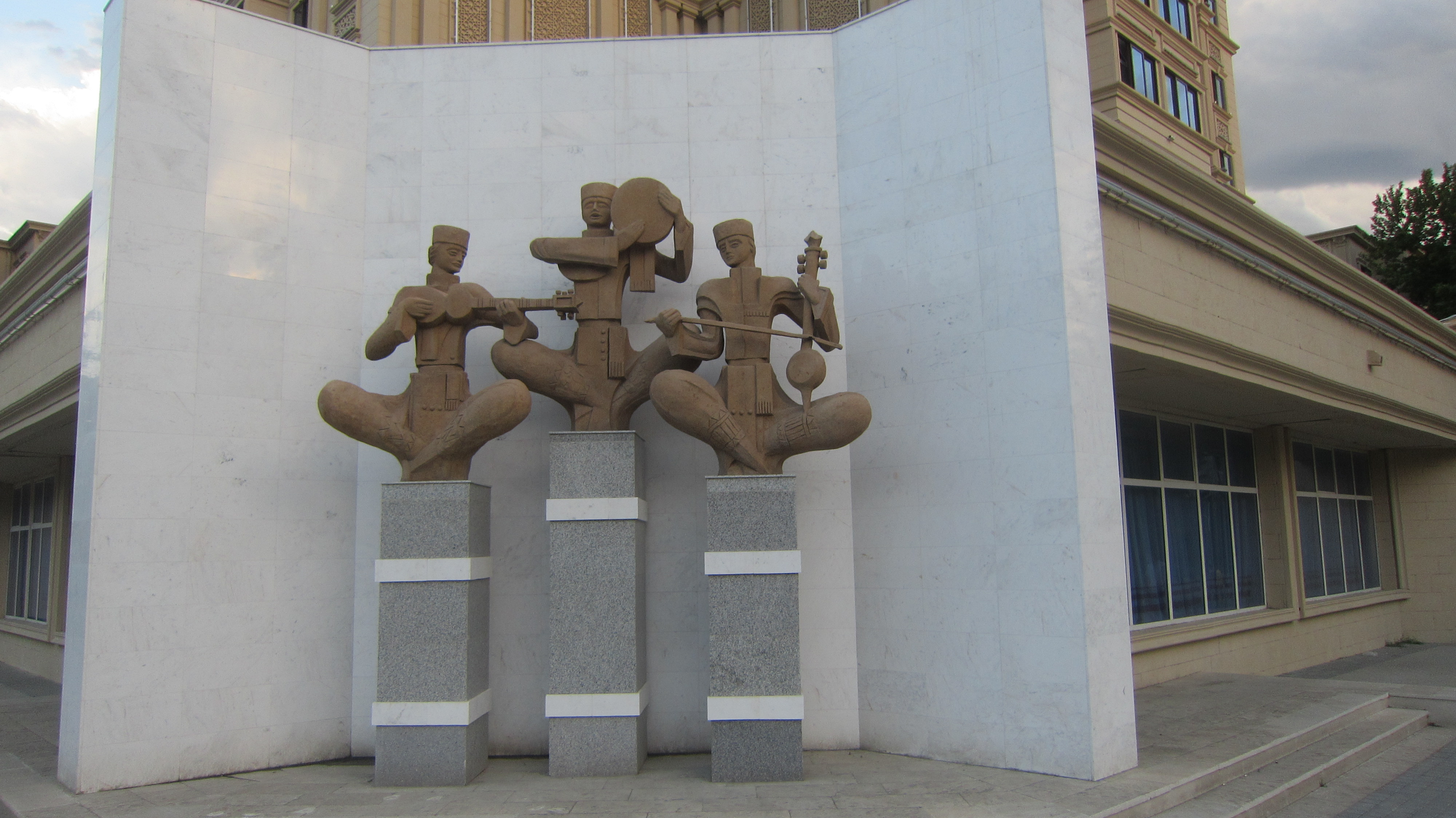
Monumento mugam en Mingachevir

Primer tocadisco con mugham, interpretado por los cantantes azerbaiyanos, entre ellos Djabbar Qaryaqdioglu fue emitido en 1906 por la sociedad “Qrammofon”.
A partir de los 30 años, mugham ha sido considerarse como el arte primitivo (en el período de la URSS). Sin embargo, en los años de 1970 la situación cambió y las naciones menores, entre ellos azerbaiyanos tengan la oportunidad escuchar y estudiar folklore popular.
En los años 70 se observaba un interés renovado en mugham gracias a la labor de UNESCO, bajo cuyos auspicios en 1971 en Moscú, en 1973 en Almatý y en los 1978 y 1983 en Samarkanda se celebraron los simposios y festivales internacionales de la música tradicional.
En el diciembre de 2008, en Bakú fue abierto el centro internacional de Mugham.
Gracias a las actividades de khanende Alim Gasimov, mugham recibió conocida ampliamente so sólo en Europa, sino también en EE. UU., Canadá, Japón, etc.

## Festivales internacionales
Los 18-25 de marzo de 2009, en Bakú fue celebrado el festival internacional “Mundo de mugham”, en el marco del que se realizan el simposio científico internacional, concurso internacional de los cantantes de mugham, óperas y conciertos de mugham.

## Trío de mugham
Es una orquesta tradicional, que consta de tres musicantes y  consecuentemente tres instrumentos musicales: khanende (cantante y en el mismo tiempo toca en gaval), músico, que toca en tar u un más, que toca en kamanchah

## Artistas famosas

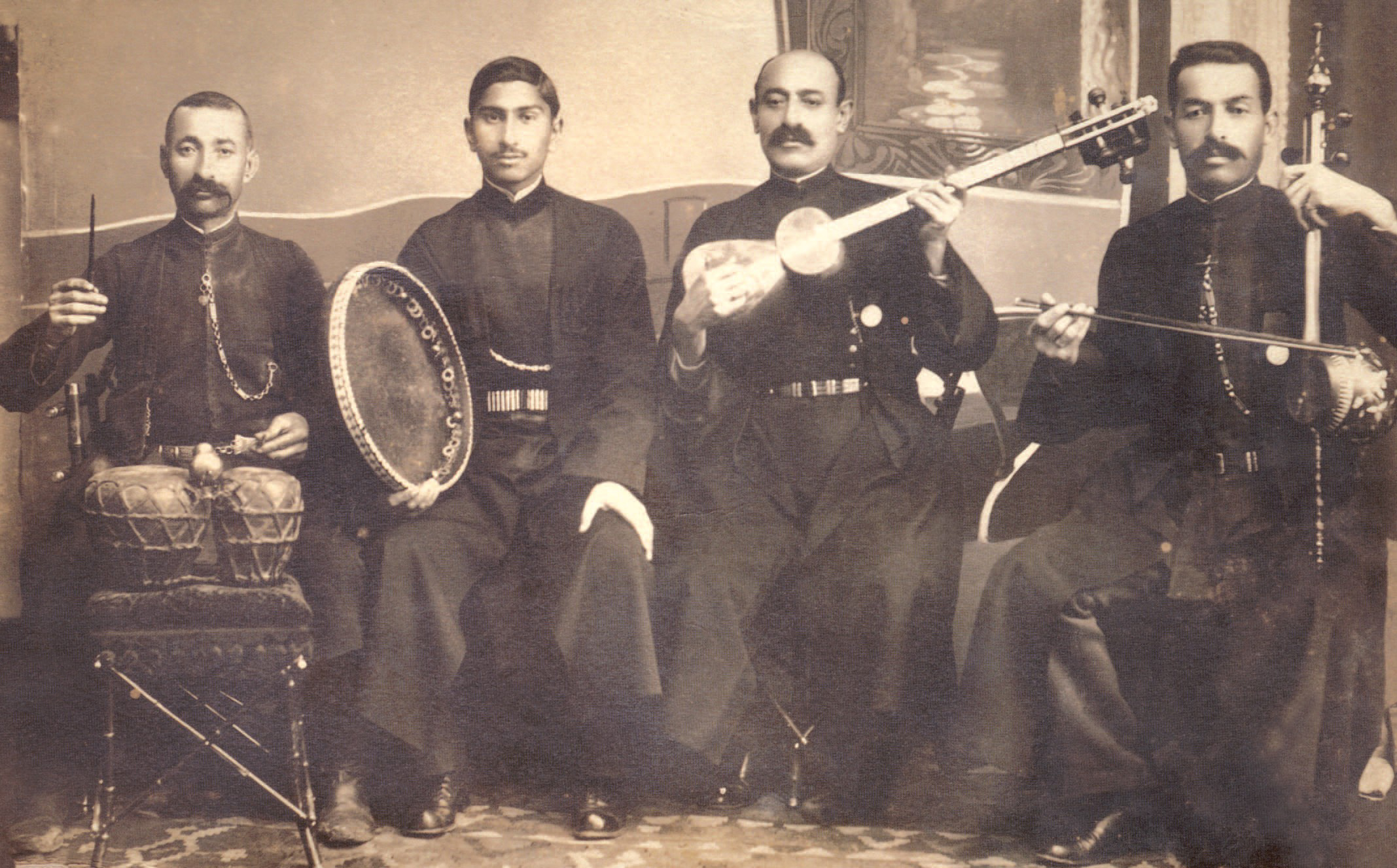
Seyid Shushinski y su grupo
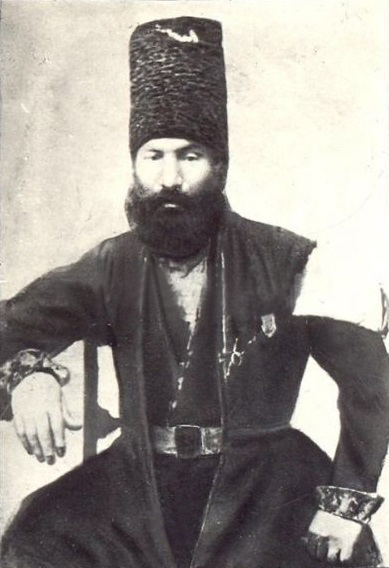
Sattar - khanende
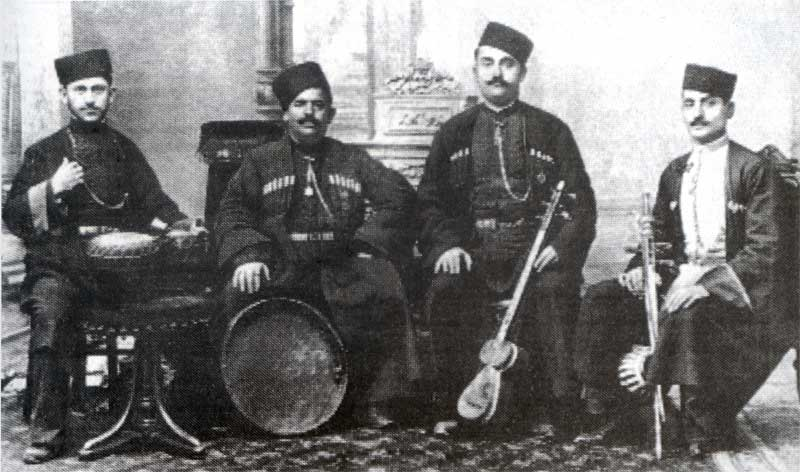
Еmsembell Bulbuljan
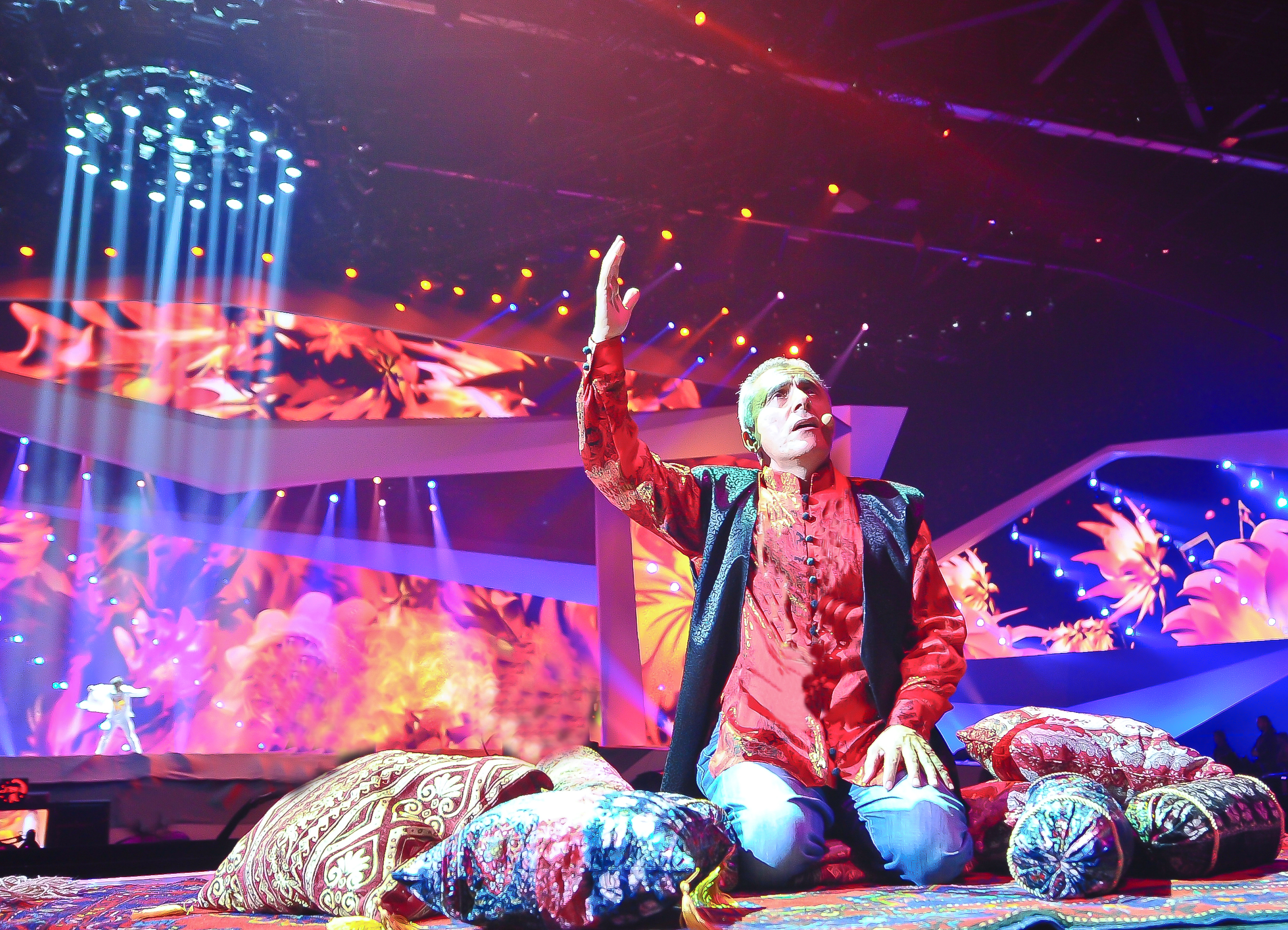
Alim Gasimov
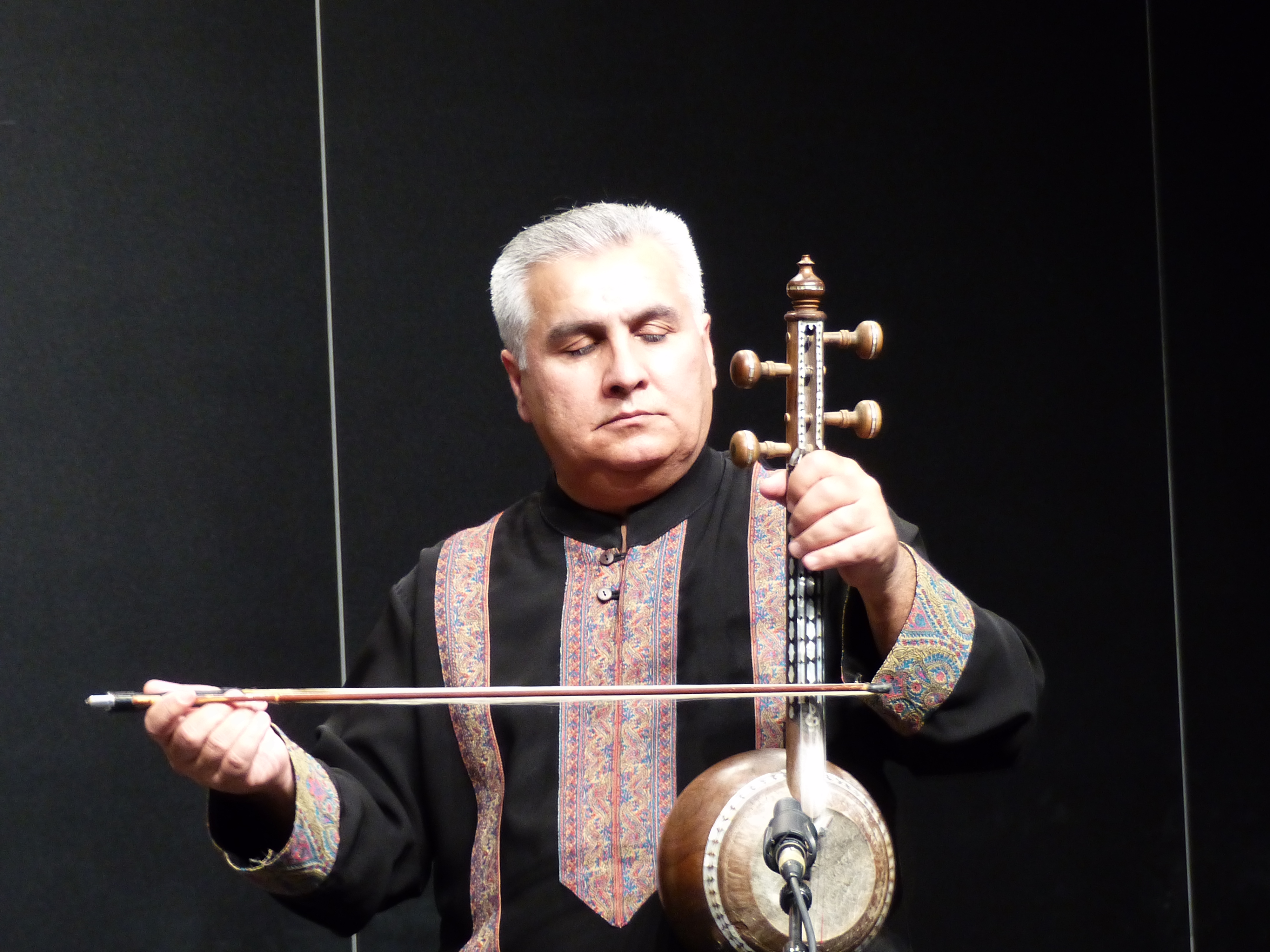
Malik Mansurov
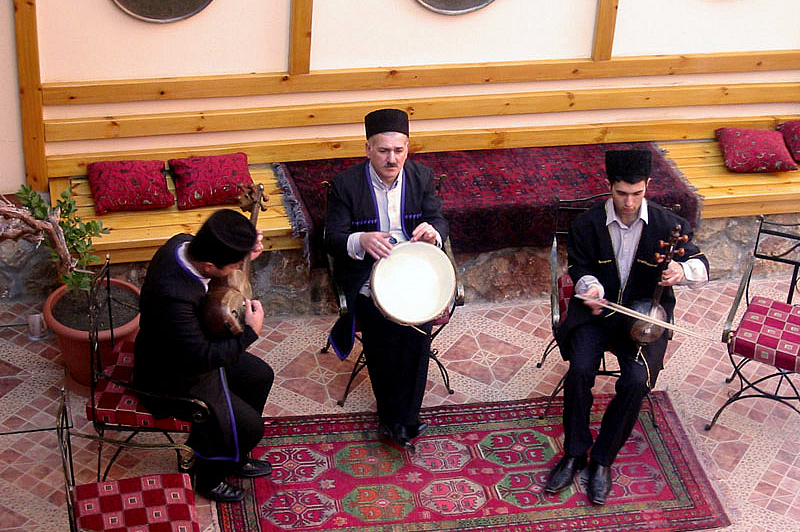
Trío de mugham